# Jean Christian Ferslew
 Der er for få eller ingen kildehenvisninger i denne artikel, hvilket er et problem. Du kan hjælpe ved at angive troværdige kilder til de påstande, som fremføres i artiklen.

Jean Christian Nicolas Ferslew (3. marts 1836 i København – 6. juli 1910 i Aachen) var en dansk industridrivende og avisudgiver.
Ferslew var søn af gravør M. W. Ferslev og Lasenia f. Meyer. Hans fader åbnede i 1842 en litografisk forretning, som Ferslew overtog i 1857, 21 år gammel. Han udvidede hurtigt den beskedne forretning med oprettelsen af et et bogbinderi og et bogtrykkeri. I 1860 optog han litograf Philip Berendt som kompagnon og omdøbte firmaet C. Ferslew & Co. Ved Philip Berendts tidlige død i 1870 blev Ferslew imidlertid atter eneejer. Senere udvidede han tillige firmaet med oprettelsen af en forretning for kontorartikler i Store Kongensgade og indførte false- og hæftemaskinen i Danmark.
Samtidig begyndte Ferslew at udgive en række aviser, blandt andre Dagstelegrafen i 1864, Aftenposten i 1873 og Nationaltidende i 1876, som han samlede under virksomheden De Ferslewske Blade. Til brug for den voksende avisvirksomhed oprettede han et mekanisk værksted og et skriftestøberi. Flere berømte journalister og forfattere var tilknyttet hans aviser, bl.a. journalist Peter Nansen og forfatter Herman Bang.
Enkelte af Ferslews aviser oplevede ringe succes, eksempelvis Danmark som hurtigt blev nedlagt. Ferslew var imidlertid optaget af sine virksomheder i deres helhed, som oplevede general fremgang. I 1881 oprettede han en papirfabrik på Frederiksberg, i 1890 en celluosefabrik ved Roskilde, og De Ferslewske Blade blev således selvforsynende på alle områder.
I 1876 købte Ferslew det gamle københavnske Hotel Royal på hjørnet mellem Fortunstræde og Ved Stranden, som han indrettede til pressevirksomhedens hovedkvarter.
Ferslew var en konservativ mand, hvis interesser var begrænset de tekniske og industrielle aspekter af hans virksomhed. Hans manglende kulturelle interesser og hans gammeldags livssyn afspejlede sig i hans aviser, som med tiden ikke kunne følge den moderne presses udvikling. Han var endvidere modstander af ethvert krav om forbedrede arbejdsvilkår og lønnede sine medarbejdere sparsomt.
Privat levede Ferslew et tilbagetrukkent liv. Han var blandt sin tids rigeste danske mænd, men levede forholdsvis sparsomt og simpelt. Han var bosat på førsteetagen i Hotel Royal og ejede et landsted nær sin fabrik ved Roskilde. Han undgik så vidt muligt det offentlige liv og deltog aldrig i det københavnske selskabsliv. Han blev udnævnt Ridder af Dannebrog i 1880 og etatsråd i 1886.
Ferslew døde den 6. juli 1910 i Aachen under et kurophold efter længere tids alvorlig sygdom. Han blev begravet fra Holmens Kirke og ligger begravet på Holmens Kirkegård.
Ferslew giftede sig i 1858 med Anna Johanne f. Lindholm, datter af byfogedfuldmægtig i Nykøbing Falster Peter Lindholm. Paret fik to børn. En søn, fabriksejer Christian Ferslew, og en datter, forfatter Anna Levin.